# انتونیو کالدرون
انتونیو کالدرون بورگوس (زادهٔ ۲ ژوئن ۱۹۶۷) بازیکن فوتبال اهل اسپانیا است.
از باشگاه‌هایی که در آن بازی کرده‌است می‌توان به باشگاه ورزشی رئال مایورکا، باشگاه فوتبال رایو وایکانو، باشگاه فوتبال کیلمارنوک، و باشگاه فوتبال کادیس اشاره کرد.
وی همچنین در تیم ملی فوتبال زیر ۲۱ سال اسپانیا بازی کرده‌است.